# Semiothisa albimedia
Semiothisa albimedia là một loài bướm đêm trong họ Geometridae.